# Pardosa adustella
Pardosa adustella är en spindelart som först beskrevs av Roewer 1951.  Pardosa adustella ingår i släktet Pardosa och familjen vargspindlar. Inga underarter finns listade i Catalogue of Life.